# 헬레나 드랜드
헬레나 드랜드(Helena Deland)는 캐나다의 작곡가, 가수이다.

## 음반 목록

### 정규 음반
- Someone New (2020)

### EP
- Drawing Room (2016)
- Altogether Unaccompanied (2018; 4편으로 구성)